# Анатолий Гуйдя
Анатолий Гуйдя (на румънски: Anatolie Guidea) е молдовско-български борец свободен стил.
Роден е на 21 януари 1977 година в Ниспорен, от 2000 година се състезава за България. През 2003 година става европейски шампион в категория до 60 килограма, получава европейски сребърни (2007, 2012) и бронзови медали (2006, 2008, 2011). През 2007 година е втори на световното първенство. През 2012 година участва в Лятната олимпиада и се класира 13-и.